# Diana Dors
Diana Dors, nome d'arte di Diana Mary Fluck, talvolta accreditata come Diana d'Ors (Swindon, 23 ottobre 1931 – Windsor, 4 maggio 1984), è stata un'attrice britannica.
Il suo volto compare sulla celebre copertina dell'album discografico dei Beatles Sgt. Pepper's Lonely Hearts Club Band.

## Biografia

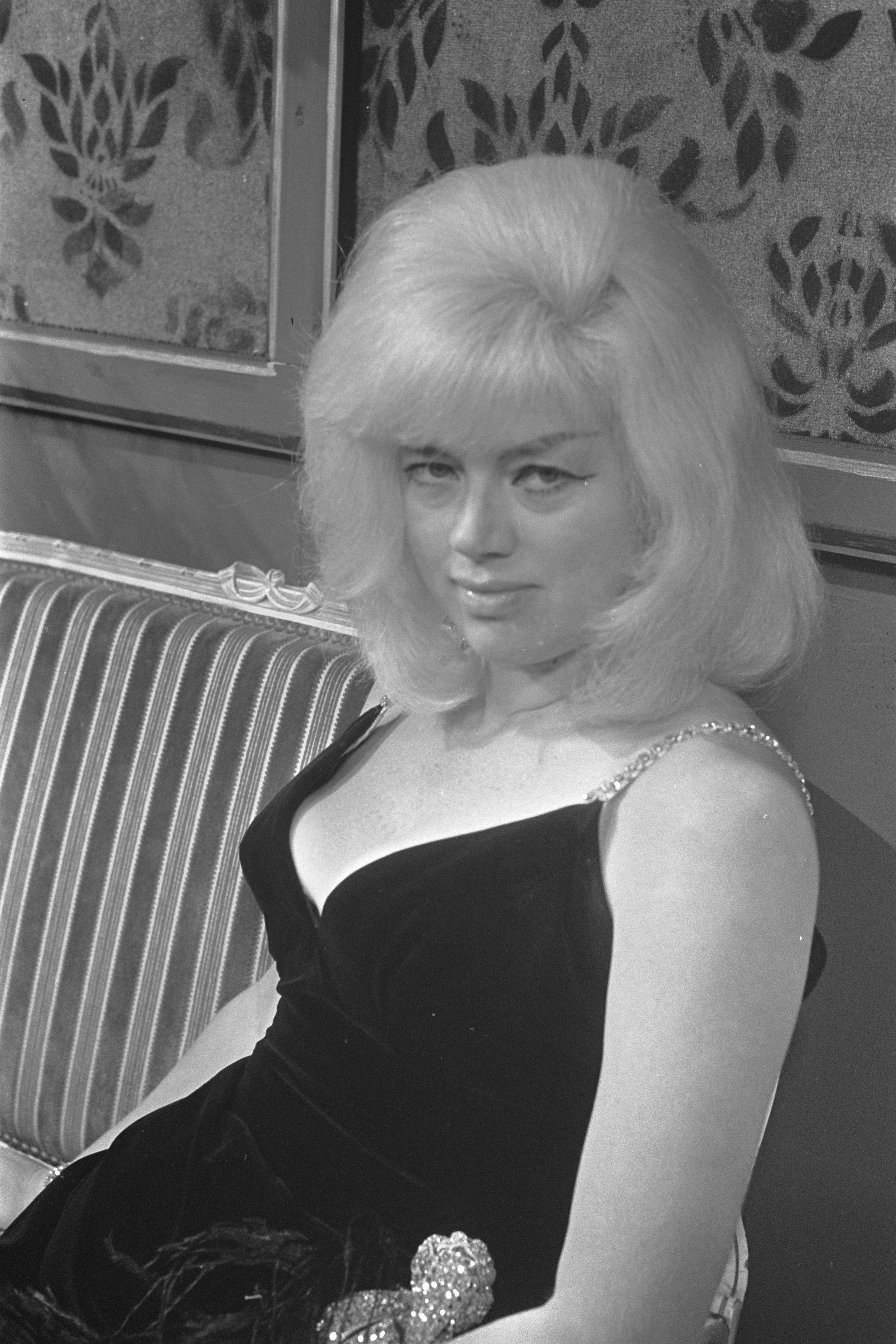
Diana Dors nel 1968

Attiva sia in cinema che in televisione, fu un sex symbol e una pin-up biondo platino degli anni cinquanta. La sua immagine fu costruita sul modello delle blonde bombshell hollywoodiane impersonato negli Stati Uniti da attrici come Jayne Mansfield, Mamie Van Doren e soprattutto Marilyn Monroe. Nonostante l'aspetto vistoso e il battage pubblicitario che spesso accompagnò la sua carriera, non godette mai negli Stati Uniti della medesima popolarità avuta in Europa, e ciò nonostante diversi suoi film siano stati trasmessi da canali televisivi satellitari come il Turner Classic Movies.

### Carriera
Diana Dors — che studiò alla Colville House di Swindon e al LAMDA — all'età di sedici anni fu scritturata dalla Rank Organisation che la impiegò in diversi suoi film come alter ego di una celebre star statunitense, Marilyn Monroe. Recitò spesso ruoli drammatici di innamorata delusa. A 17 anni interpretò Le avventure di Oliver Twist. Il suo successo fu tale che all'età di vent'anni risultava essere nel Regno Unito la più giovane proprietaria di un'autovettura Rolls-Royce.Il suo ruolo più significativo è stato quello di un'assassina in Gli uomini condannano, film del 1956 di J. Lee Thompson. L'anno successivo interpretò in Italia il film La ragazza del Palio di Luigi Zampa, accanto a Vittorio Gassman.
Nell'estate del 1961 girò un episodio della serie televisiva Alfred Hitchcock Presenta basato sul racconto di Robert Bloch The Sorcerer's Apprentice, recitando con Brandon De Wilde, ma la puntata non andò in onda per diversi anni. Fu poi interprete di altri film, sia per il cinema che per la televisione, fra cui The Amazing Mr. Blunden, The Unholy Wife e Timon of Athens. Spesso posta in competizione con la collega Belinda Lee, non fu quasi mai adeguatamente utilizzata in rapporto alle sue qualità recitative e buona parte dei suoi lavori, specialmente quelli più tardivi, è costituita da b-movie come il western di produzione britannica La texana e i fratelli Penitenza (1971) e i film horror Il cervello dei morti viventi (1973), Oscar insanguinato (1973) e La bottega che vendeva la morte (1973). Successivamente interpretò commedie su temi sexy spesso al limite del softcore, come La ragazza del bagno pubblico (1971). Concluse la sua carriera con Steaming - Al bagno turco di Joseph Losey, uscito postumo nel 1985; poco dopo aver terminato le riprese, l'attrice morì a cinquantadue anni per un cancro alle ovaie, che le era stato diagnosticato due anni prima.

### Vita privata
Diana Dors fu sposata tre volte: nel 1951 con Dennis Hamilton, morto nel gennaio 1959. Tre mesi dopo essere rimasta vedova si risposò con Richard Dawson, con il quale ebbe due figli, ma la coppia divorziò nel 1966. Nel 1968 infine sposò l'attore Alan Lake, con il quale ebbe un figlio; la coppia rimase unita fino alla morte della Dors.

## Filmografia parziale

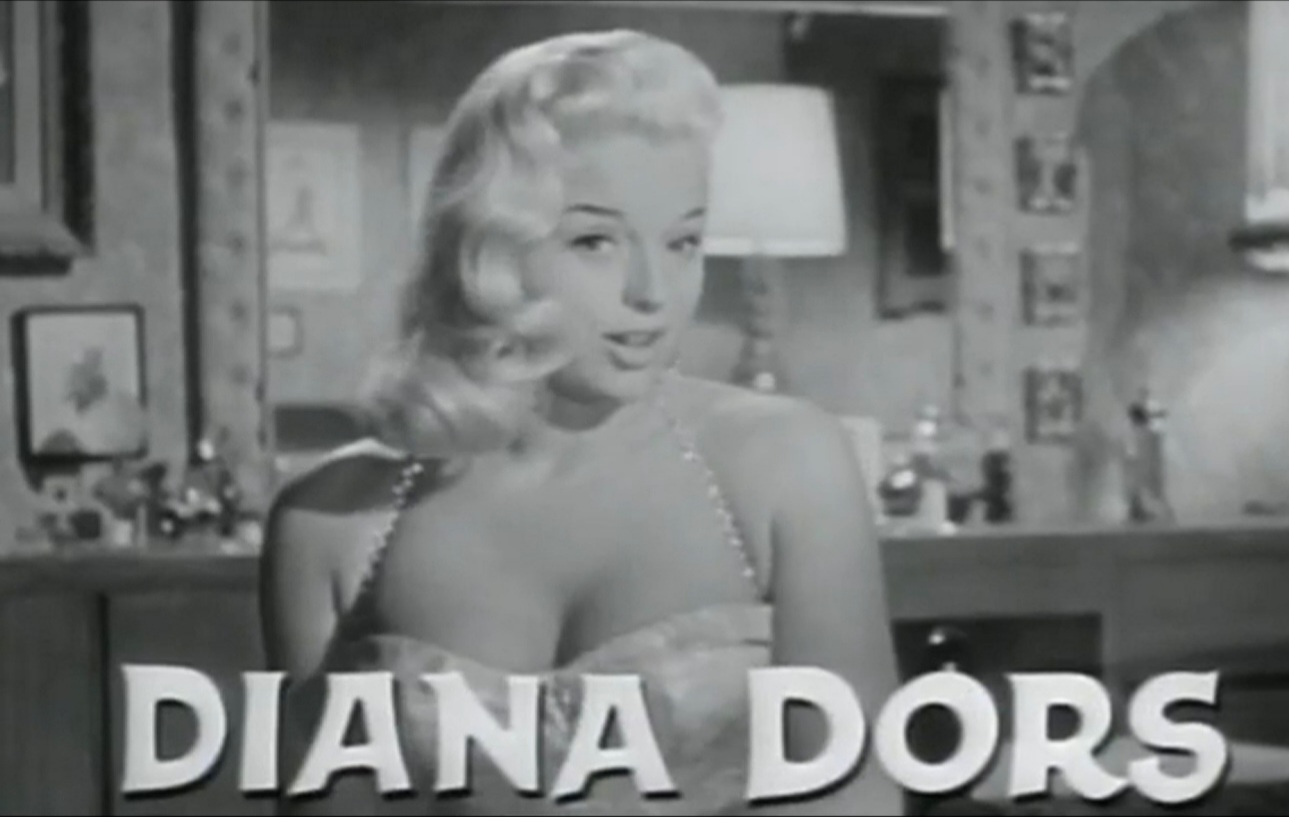
Diana Dors in Mia moglie... che donna! (1958)

### Cinema
- Ricatto (The Shop at Sly Corner), regia di George King (1947) - non accreditata
- Dancing with Crime, regia di John Paddy Carstairs (1947) - non accreditata
- Holiday Camp, regia di Ken Annakin (1947) - non accreditata
- The Calendar, regia di Arthur Crabtree (1948)
- Ragazze perdute (Good Time Girl), regia di David MacDonald (1948)
- Penny and the Pownall Case, regia di Slim Hand (1948)
- Le avventure di Oliver Twist (Oliver Twist), regia di David Lean (1948)
- My Sister and I, regia di Harold Huth (1948)
- Here Come the Huggetts, regia di Ken Annakin (1948)
- Vote for Huggett, regia di Ken Annakin (1949)
- It's Not Cricket, regia di Roy Rich ed Alfred Roome (1949)
- A Boy, a Girl and a Bike, regia di Ralph Smart (1949)
- La città dei diamanti (Diamond City), regia di David MacDonald (1949)
- Ragazze inquiete (Dance Hall), regia di Charles Crichton (1950)
- Worm's Eye View, regia di Jack Raymond (1951)
- Nuda ma non troppo (Lady Godiva Rides Again), regia di Frank Launder (1951)
- My Wife's Lodger, regia di Maurice Elvey (1952)
- È necessaria la luna di miele? (Is Your Honeymoon Really Necessary?), regia di Maurice Elvey (1952)
- Esca per uomini (The Last Page), regia di Terence Fisher (1952)
- It's a Grand Life, regia di John E. Blakeley (1953)
- The Great Game, regia di Maurice Elvey (1953)
- La banda del Tamigi (The Saint's Return), regia di Seymour Friedman (1953)
- Penitenziario braccio femminile (The Weak and the Wicked), regia di J. Lee Thompson (1954)
- La pace torna in casa Bentley (As Long as They're Happy), regia di J. Lee Thompson (1955)
- Febbre bionda (Value for Money), regia di Ken Annakin (1955)
- Miss Tulip Stays the Night, regia di Leslie Arliss (1955)
- An Alligator Named Daisy, regia di J. Lee Thompson (1955)
- Domani splenderà il sole (A Kid for Two Farthings), regia di Carol Reed (1955)
- Gli uomini condannano (Yield to the Night), regia di J. Lee Thompson (1956)
- Furia infernale (The Unholy Wife), regia di John Farrow (1957)
- La strada è bloccata (The Long Haul), regia di Ken Hughes (1957)
- La ragazza del Palio (The Love Specialist), regia di Luigi Zampa (1958)
- Nel tuo corpo l'inferno (Tread Softly Stranger), regia di Gordon Parry (1958)
- Passaporto per l'inferno (Passport to Shame), regia di Alvin Rakoff (1958)
- Mia moglie... che donna! (I Married a Woman), regia di Hal Kanter (1958)
- Scent of Mystery, regia di Jack Cardiff (1960)
- Un generale e mezzo (On the Double), regia di Melville Shavelson (1961)
- Il padrone di New York (King of the Roaring 20's - The Story of Arnold Rothstein), regia di Joseph M. Newman (1961)
- Entra a Mallorca, regia di José María Ochoa (1962)
- I figli della mia fidanzata (Mrs. Gibbons' Boys), regia di Max Varnel (1962)
- Chiamate West 11: risponde un assassino (West 11), regia di Michael Winner (1963)
- Il poliziotto 202 (Allez France!), regia di Robert Dhéry, Pierre Tchernia (1964)
- Questa pazza, pazza, pazza Londra (The Sandwich Man), regia di Robert Hartford-Davis (1966)
- Il cerchio di sangue (Berserk!), regia di Jim O'Connolly (1968)
- La mano che uccide (Danger Route), regia di Seth Holt (1968)
- Trafficanti del piacere (Hammerhead), regia di David Miller (1968)
- La pelle giovane (Baby Love), regia di Alastair Reid (1968)
- M'è caduta una ragazza nel piatto (There's a Girl in My Soup), regia di Roy Boulting (1970)
- La ragazza del bagno pubblico (Deep End), regia di Jerzy Skolimowski (1971)
- La texana e i fratelli Penitenza (Hannie Caulder), regia di Burt Kennedy (1971)
- Il cervello dei morti viventi (Nothing But the Night), regia di Peter Sasdy (1972)
- Every Afternoon, regia di Joseph Sarno (1972)
- The Amazing Mr. Blunden, regia di Lionel Jeffries (1972)
- Il pifferaio di Hamelin (The Pied Piper), regia di Jacques Demy (1972)
- Steptoe and Son Ride Again, regia di Peter Sykes (1973)
- La bottega che vendeva la morte (From Beyond the Grave), regia di Kevin Connor (1973)
- Oscar insanguinato (Theatre of Blood), regia di Douglas Hickox (1973)
- Il buio macchiato di rosso (Craze), regia di Freddie Francis (1974)
- Three for All, regia di Martin Campbell (1974)
- Voglie pazze, desideri... notti di piaceri (The Amorous Milkman), regia di Derren Nesbitt (1974)
- Bedtime with Rosie, regia di Wolf Rilla (1975)
- Champagnegalopp o A Man with a Maid, regia di Venon P. Becker (1975)
- Jolly Driver (Adventures of a Taxi Driver), regia di Stanley A. Long (1976)
- Perché si faccia con gusto (Keep It Up Downstairs), regia di Robert Young (1976)
- Adventures of a Private Eye, regia di Stanley A. Long (1977)
- Confessions from the David Galaxy Affair, regia di Willy Roe (1979)
- Steaming - Al bagno turco (Steaming), regia di Joseph Losey (1985)

### Televisione
- Douglas Fairbanks, Jr., Presents – serie TV, episodio 3x07 (1954)
- Alfred Hitchcock Presenta (Alfred Hitchcock Presents) – serie TV, episodio 7x39 (1962) Trasmesso solo in Syndication[1]
- L'ora di Hitchcock (The Alfred Hitchcock Hour) – serie TV, episodio 1x31 (1963)
- La legge di Burke (Burke's Law) – serie TV, episodio 1x06 (1963)
- Queenie's Castle – serie TV, 18 episodi (1970-1972)
- All Our Saturdays – serie TV, 6 episodi (1973)
- Sono io, William! (Just William) – serie TV, 7 episodi (1977-1978)

## Doppiatrici italiane
- Lydia Simoneschi ne Gli uomini condannano
- Rosetta Calavetta in Esca per uomini, Un generale e mezzo
- Rina Morelli in La ragazza del Palio, Mia moglie che donna
- Rita Savagnone in Il cerchio di sangue
- Franca Lumachi in Oscar insanguinato
- Anna Rita Pasanisi in Steaming - Al bagno turco
- Anna Maria Mantovani in I racconti del brivido
- Cristina Grado ne Il cervello dei morti viventi